# Tracy Splinter

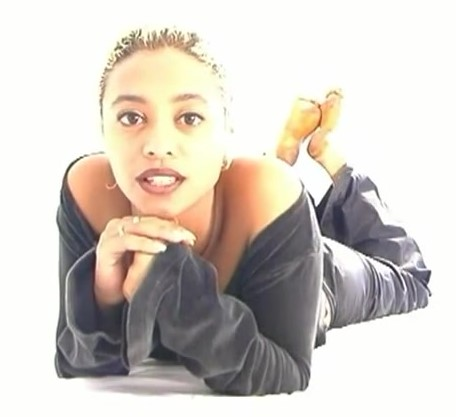
Tracy Splinter in ihrem Videoclip „Word Poem“ aus dem Jahr 2000.

Tracy Splinter (* 28. Oktober 1971 in Kapstadt; verschollen seit September 2016) ist eine Spoken-Word-Autorin. Seit 1997 besitzt sie die deutsche Staatsbürgerschaft. Sie trägt auf Englisch, Deutsch und Afrikaans vor. Seit September 2016 ist sie als vermisst gemeldet.

## Leben
Splinter lebte lange in Hamburg sowie in Spanien. Im September 1999 repräsentierte sie Deutschland auf dem ersten Euro-San Francisco Poetry Festival, im Juni 2000 drehte sie den ersten „Poetry Clip“ für MTV Europa in Berlin, 2012 wirkte sie an dem Kurzfilm The Dance mit. Zum Zeitpunkt ihres Verschwindens war sie in einem Mehrfamilienhaus in Barsinghausen gemeldet, die Miete ihrer Wohnung wurde vom Jobcenter bezahlt.

## Verschwinden
Ab August 2016 hielt sie sich in Vals in der Schweiz auf, wo sie in verschiedenen Hotels wohnte. Zuletzt wurde sie im September gesehen, als sie die Lobby des zur Therme Vals gehörenden Luxushotels 7132 aufgebracht verließ. Sie hatte dort nicht einchecken können, da ihre Kreditkarte nicht genügend Deckung aufwies und ihr Angebot zur Barzahlung abgelehnt worden war. Am 29. September wurde ihr Gepäck an einer Postautohaltestelle in der Nähe des 7132-Hotels aufgefunden. Im Dezember 2021 wurde Splinters Verschwinden im Rahmen der True-Crime-Fernsehsendung Wenn Menschen verschwinden aufgegriffen.

## Preise
1999
- Siegerin beim German International Poetry Slam

## Werke
- Verbalize. Audio-CD. Ariel-Verlag, Riedstadt 2001, ISBN 3-930148-21-8.
- 101 Nursery Crimes for Grown up Children. E-Book.  Bla Bla Bla Books, 2013.
- Ya Lo Se - Una Trilogía Española. E-Book.  Bla Bla Bla Books, 2013.
- Yours truly. E-Book.  Bla Bla Bla Books, 2013.